# Мартін Шульц
Ма́ртін Шульц (нім. Martin Schulz; нар. 20 грудня 1955, Ешвайлер, Північний Рейн-Вестфалія, ФРН) — європейський та німецький політик і державний діяч, соціал-демократ, президент Європарламенту (2012–2017). 
Депутат Європейського парламенту від Соціал-демократичної партії Німеччини (СДП), з 2004 року лідер фракції Соціалістів (з 2009 року — Прогресивний альянс соціалістів і демократів). З січня 2012 року до червня 2014 року — Голова Європейського парламенту. З 18 червня 2014 року до січня 2017 року — лідер групи соціалістів та демократів в Європейському парламенті (залишив посаду президента ЄП).1 липня 2014 року Мартін Шульц був переобраний на посаду президента Європарламенту. У січні 2017 поступився посадою новообраному президенту Європарламенту італійцю Антоніо Таяні, після цього повернувся до Берліна, де був обраний головою партії СДП та відповідно був оголошений кандидатом на посаду бундесканцлера від цієї партії на загальних федеральних виборах у вересні 2017.

## Біографія
Навчався у Вюрзелені — містечку поблизу Аахена. 1974 року вступає до молодіжної організації Соціал-демократичної партії. В 1975–1977 роках навчався на книготорговця, одночасно працюючи помічником у магазині. З 1977 по 1982 рік працював в різних видавництвах і книжкових магазинах. У 1982 році відкриває свій власний магазин у Вюрзелені, котрим володів до 1994 року. В 1984 році його обирають до міської муніципальної ради, де він працює два терміни підряд. В 1987 році його обирають мером Вюрзелена, на цій посаді він перебував до 1998 року. З 1991 року по 1998 роки — член партійної ради СДП. В 1995 році Шульц став членом виконавчого органу партії в районі Середнього Рейну, наступного року він був обраний головою партії в Аахені. З 1999 року Мартін Шульц став членом правління національної партії.
З 1994 року постійно обирається депутатом до Європейського парламенту. У 1994–1996 роках працював координатором у підкомісії з прав людини в Партії європейських соціалістів. Потім у 1996–2000 роках виконував ті ж функції в Комітеті з громадянських свобод, юстиції й внутрішніх справ. У 2000–2004 роках Мартін Шульц був головою групи німецьких соціал-демократів в Європейському парламенті. З 2002 року став першим заступником голови парламентської групи соціалістів. Після виборів 2004 року він очолює групу соціалістів, змінивши іспанця Енріке Барон Креспо. З 2009 року очолює Партію європейських соціалістів, а пізніше Прогресивний альянс соціалістів і демократів. 15 вересня 2011 року члени прогресивного альянсу соціалістів і демократів у Європейському парламенті висунули Шульца своїм кандидатом на пост президента Європейського парламенту. 17 січня 2012 Мартін Шульц, набравши 387 голосів, замінив Єжи Бузека на посаді Президента Європейського парламенту.
Мартін Шульц обіцяв посилити роль Європарламенту, поглибити євроінтеграцію та продовжити боротьбу із фінансовою кризою. На думку наукового директора Інституту євроатлантичного співробітництва Олександра Сушка, для Мартіна Шульца пріоритетом буде внутрішня ситуація в ЄС, а не зовнішня політика Євросоюзу, зокрема, і стосунки з Україною, після обстрілу Маріуполя різко негативно висловився щодо введення нових санкцій проти Росії, але засудив дії так званих «повстанців» на Сході України..

## Кар'єра
1975–1977 — Продавець книг
1977–1982 — Працював в різних книжкових магазинів і видавництвах
1982–1994 — Власник книгарні
1991–1999 — Член Ради партії СДП
з 1995 року — Член Mittelrhein SPD Executive
з 1996 року — голова СДП району Аахен
з 1999 року — член Соціал-демократичної партії Німеччини
1984–1999 — муніципальний радник
1987–1998 — мер міста Вюрзелен
з 1994 року — Член Європейського парламенту
1994–1996 — координатор у партії європейських соціалістів, підкомітет з прав людини
1996–2000 — координатор у партії європейських соціалістів, комітет з громадянських свобод, юстиції та внутрішніх справ
2000–2004 — Голова Німецької Соціалістичної (ПЄС) делегації Європейського парламенту
2002–2004 — Перший заступник голови ПЄС групи починаючи з 2009 року: Голова ППО, а потім S & D Group
У 2012–2017 рр. — президент Європарламенту

## Політична позиція

### Європейська інтеграція
Шульц вважається затятим прихильником ЄС. У 2014 році він стверджував, що важливо, щоб відповідальність була делегована починаючи від Брюсселя і аж до національних, регіональних і місцевих органів влади, що дозволить ЄС зосередитися на великих проблем.

### Політика безпеки
19 грудня 2013 року Шульц взяв на себе відповідальність за ініціювання місії Кокса—Квасневського в Україну. У тому ж виступі він зазначив, що Європа ще в військовому відношенні залежить від США, і що в багатьох випадках, Європа буде не в змозі проводити військові операції без підтримки США.
Шульц сказав: «Якщо ми хочемо захистити наші цінності й інтереси, якщо ми хочемо забезпечити безпеку наших громадян, то більшість депутатів Європарламенту вважають, що нам потрібен штаб для цивільної й військові місії в Брюсселі». Європейська служба зовнішніх дій та представник ЄС із закордонних справ і політики безпеки та Кетрін Ештон підготували положення, яке підтримали Франція, Іспанія, Італія, Польща та Німеччина, які разом складають більшість у голосуванні в Раді Європейського Союзу, щодо створення Європейських військово-повітряних сил, що складатимуться з безпілотних літальних апаратів спостереження, важких транспортних літаків.

### Ставлення до Росії
Мартін Шульц є послідовним прихильником посилення санкцій проти агресивного путінського режиму, який за його виразом «розтоптав» усі принципи міжнародного права. Він підкреслював, що Євросоюз не може обговорювати відносини з Росією без урахування «пропагандистів і шанувальників президента Путіна, популістів, які працюють по обидва боки Атлантики».
У 2015 році на тлі української кризи Шульц призупинив існування комітету до складу якого входили законодавці з Росії та ЄС, які проводили наради декілька разів на рік з метою поліпшення зв'язків між країнами. Коли Росія у 2015 році заборонила в'їзд двом політикам Європейського Союзу, які планували бути присутніми на похоронах убитого опозиціонера Бориса Нємцова, Шульц гостро розкритикував таку поведінку Росії.

## Особисте життя
Одружений, має сина та доньку. Полюбляє читати, серед улюблених авторів Ерік Гобсбаум та Джузеппе Томазі ді Лампедуза. На додаток до читання, він любить футбол, вболіває за футбольний клуб «Кельн». Шульц також полюбляє історичні фільми та музику різних епох.
Мартін Шульц володіє англійською, французькою, іспанською, італійською та голландською мовами.

## Почесні звання та нагороди
- 2006: Орден «За заслуги перед Федеративною Республікою Німеччина»: Великий хрест І ступеня
- 2008: Почесний знак «За заслуги перед Австрійською Республікою»: Великий офіцерський хрест I ступеня — з золотою зіркою
- 2009: Почесний доктор Калінінградського державного технічного університету
- 2010: Орден Почесного легіону: Офіцерський хрест
- 2012: Почесний доктор Стамбульського університету
- 2013: Почесний доктор Єврейського університету Єрусалима[11]
- 2014: Почесний доктор Вищої педагогічної школи Карлсруе[12]
- 2014: Орден Подвійного білого хреста 2 класу
- 2015: Почесний знак «За заслуги перед Австрійською Республікою»: Великий хрест I ступеня — з золотою зіркою
- 2015: Міжнародна премія імені Карла Великого
- 2015: Нагорода ім. Гаммера
- 2015: Почесний громадянин міста Вюрзелен[13]
- 2016: Нагорода миру ім. Генріха Альберца[14]
- 2016: Орден «За заслуги перед Федеративною Республікою Німеччина»: Великий хрест із зіркою та плечовою стрічкою[15]

## Цікаві факти
- У Німеччині Шульц має прізвисько «Містер Європа». Це через те, що він тривалий час працював у Брюсселі.[16]

- Він харизматичний і прямолінійний — це освіжаюча зміна порівняно з нудними кар'єрними політиками, які переважно наповнюють Бундестаг.[16]

- В молодості Шульц мріяв про кар'єру професійного футболіста, але серйозна травма коліна поставила на цих надіях хрест.[16]

- Він кинув школу, не складавши іспити, тоді — алкоголізм і депресія. У 1980 році він кинув пити й почав працювати як незалежний торговець книжками, а потім став мером Вюрзелена, маленького містечка на далекому заході Німеччини.[16]

- Відсутність у Шульца освіти часом призводила до знущань з нього у країні, зацикленій на кваліфікації, хоча він вільно володіє п'ятьма мовами.[16]

- Втім, його недосконале резюме і відкритість в питанні боротьби з алкоголізмом викликають повагу звичайних німців.[16]